# Суэйл
Суэ́йл (англ. Swale /sweɪl/) — неметрополитенский район (англ. non-metropolitan district) со статусом боро в графстве Кент (Англия). Административный центр — город Ситтингберн.

## География
Район расположен в северной части графства Кент на побережье Северного моря, включает остров Шеппи.

## История
Район был образован 1 апреля 1974 года в результате объединения боро Фавершам и Куинборо, городского района (англ. urban district) Ситтингберн-энд-Милтон и сельского района (англ. rural district) Суэйл. Назван по проходу Те-Суэйл (англ. The Swale, отделяющему остров Шеппи от материковой части Кента.

## Состав
В состав района входят три города:
- Куинборо
- Ситтингберн
- Фавершам

и 36 общин (англ. civil parish).